# Dürwaringbrücke
Die Dürwaringbrücke ist eine denkmalgeschützte Brücke in der Neu-Gersthofer Cottage-Kolonie im 18. Wiener Gemeindebezirk Währing. Sie führt im Zuge der Bastiengasse über die Scheibenbergstraße, das östliche Ende liegt in Gersthof, das westliche in Pötzleinsdorf. Der Name bezieht sich auf die dort gelegene Riede Dürwaring.

## Geschichte
Durch den Ausbau der Neu-Gersthofer Cottage-Kolonie wurde es notwendig, die höhergelegene Bastiengasse über die Scheibenbergstraße zu überführen. Am 29. Juli 1909 wurde der Bau vom Stadtrat beschlossen, wobei nach einem Plan des Stadtbauamtes ein Stampfbetongewölbe mit betonierten Widerlagern zur Ausführung kommen sollte. Die Bauarbeiten wurden am 2. Dezember des gleichen Jahres aufgenommen. Dabei erwies sich jedoch der lehmige Sandboden als ungeeignet für die Fundierung. Auf Vorschlag des Stadtbauamtes wurde daher das Projekt auf eine Eisenbetonkonstruktion in Monierbauweise geändert. Gleichzeitig wurde auch die Detailplanung durch Franz von Krauß und Josef Tölk, welche, aus einer Kunststeinverkleidung bestand, genehmigt. Die Bauausführung erfolgte durch die Firma Rella & Neefe. Die Erdarbeiten wurden dem Stadtbaumeister Josef Richter übertragen. Nach mehreren Verzögerungen konnte am 2. November 1910 die Belastungsprobe durchgeführt werden. Am folgenden Tag wurde die Brücke ohne jegliche Feierlichkeit eröffnet.

Nach Zeitschäden, die auch zu einer Gewichtsbeschränkung führten, wurde die Brücke 1977 durch die Firma Kallinger instand gesetzt.